# دوماس مالون
دوماس مالون (بالإنجليزية: Dumas Malone)‏ هو أستاذ جامعي ومؤرخ وضابط أمريكي، ولد في 10 يناير 1892 في كولدووتر في الولايات المتحدة، وتوفي في 27 ديسمبر 1986 في شارلوتسفيل في الولايات المتحدة.

## وصلات خارجية
- دوماس مالون على موقع الموسوعة البريطانية (الإنجليزية)
- دوماس مالون على موقع إن إن دي بي (الإنجليزية)